# Стикни (Илиноис)
Стикни (енгл. Stickney) град је у америчкој савезној држави Илиноис.

## Демографија
По попису из 2010. године број становника је 6.786, што је 638 (10,4%) становника више него 2000. године.
| Група             | 2000.         | 2010.         |
| Белци             | 4.689 (76,3%) | 3.034 (44,7%) |
| Афроамериканци    | 26 (0,4%)     | 167 (2,5%)    |
| Азијати           | 67 (1,1%)     | 101 (1,5%)    |
| Хиспаноамериканци | 1.323 (21,5%) | 3.452 (50,9%) |
| Укупно            | 6.148         | 6.786         |